# Margaret M. Hoehn
Margaret May „Peggy“ Hoehn (* 24. November 1930 in San Francisco als Margaret May Maier; † 16. Juli 2005 in Denver) war eine kanadischstämmige Neurologin. Sie war eine der ersten prominenten Forscherinnen auf dem Gebiet der Bewegungsstörungen. Gemeinsam mit Melvin D. Yahr publizierte sie 1967 die Hoehn-und-Yahr-Skala, mit der der Schweregrad einer Parkinson-Erkrankung eingestuft werden kann.

## Leben
Hoehn erwarb einen Bachelor-Abschluss an der University of Saskatchewan in Saskatoon und einen Abschluss in Medizin von der University of British Columbia in Vancouver. Ihre Ausbildung zur Neurologin erfolgte in Vancouver und in London. Anschließend war sie in Boston tätig, bevor sie 1963 als Associate Professor an die Columbia University wechselte. Ab 1970 hatte sie eine Professur an der University of Colorado School of Medicine in Denver inne.
Hoehn war Mutter eines Sohnes und einer Tochter.

## Wirken
Margaret Hoehn war eine der ersten prominenten Forscherinnen auf dem Gebiet der Bewegungsstörungen. Gemeinsam mit Melvin D. Yahr veröffentlichte sie 1967 eine deskriptive Studie über 672 an der Parkinson-Krankheit leidenden Personen. Im Rahmen dieser Arbeit wurde eine fünfstufige Skala zur Bewertung des Schwere der Erkrankung eingeführt. Diese Hoehn-und-Yahr-Skala fand weitreichende Anwendung. Die Veröffentlichung zählt zu den meist zitiertesten Arbeiten auf dem Gebiet der Bewegungsstörungen. Zahlreiche spätere Arbeiten widmeten sich u. a. der Parkinson-Therapie mit Levodopa und Bromocriptin.

## Veröffentlichungen (Auswahl)
- Margaret M. Hoehn, Melvin D. Yahr: Parkinsonism: onset, progression and mortality. In: Neurology. Band 17, Nr. 5, 1967, S. 427–427, doi:10.1212/wnl.17.5.427, PMID 6067254.